# Rhomboptila cajanuma
Rhomboptila cajanuma là một loài bướm đêm trong họ Geometridae.